# Georg Wallner
Georg Wallner (* 1906 in Nürnberg; † unbekannt) war ein deutscher Jurist und Landrat.

## Leben und Wirken
Er promovierte 1927 an der Universität Erlangen. Das Thema seiner Dissertation lautete Die Ausschüsse der bayerischen Gemeindeordnung vom 17. Oktober 1927. Am 19. Jul 1935 legte er die große Staatsprüfung ab, trat am 25. November 1935 in den öffentlichen Dienst ein und wurde zum Regierungsassessor ernannt. Er erhielt eine Stelle am Landratsamt Nürnberg. Am 1. Juli 1938 wurde er zum Regierungsrat befördert.
Wallner wurde im Dezember 1941 als kommissarischer Landrat des Landkreises Feuchtwangen in Mittelfranken eingesetzt. Mit Wirkung vom 1. August 1942 übernahm er offiziell dieses Amt, das er bis zum Ende des Zweiten Weltkrieges ausübte.